# Lipniki (rejon pustomycki)
Lipniki (ukr. Липники) – wieś na Ukrainie w rejonie lwowskim (wczesniej w rejonie pustomyckim) obwodu lwowskiego.

## Historia
Pod koniec XIX w. karczma na obszarze dworskim wsi Porszna w powiecie lwowskim.